# A Holland Antillák a 2011-es úszó-világbajnokságon
A Holland Antillák a 2011-es úszó-világbajnokságon egy versenyzővel vett részt.

## Úszás
Férfi
| Versenyző       | Esemény                     | Selejtező | Selejtező | Elődöntő          | Elődöntő          | Döntő             | Döntő             |
| Versenyző       | Esemény                     | Idő       | Helyezés  | Idő               | Helyezés          | Idő               | Helyezés          |
| --------------- | --------------------------- | --------- | --------- | ----------------- | ----------------- | ----------------- | ----------------- |
| Rodion Davelaar | Férfi 50 méteres mellúszás  | 28,21     | 24        | Nem jutott tovább | Nem jutott tovább | Nem jutott tovább | Nem jutott tovább |
| Rodion Davelaar | Férfi 100 méteres mellúszás | 1:04,50   | 61        | Nem jutott tovább | Nem jutott tovább | Nem jutott tovább | Nem jutott tovább |